# Polands syndrom
Polands syndrom är ett ovanligt och medfött syndrom som innebär att den stora bröstmuskeln, saknas på ena sidan. Man tror att syndromet uppkommer under graviditetens 46:e dygn och att det beror på en svacka i fostrets syretillförsel. Ofta saknas även den mindre bröstmuskeln samt att armen eller handen på den skadade sidan är defekt. Syndromet leder till att revbenen på den defekta sidan ligger direkt under huden. Hos kvinnor är det vanligt att det ena bröstet blir underutvecklat eller inte utvecklas alls.
Det finns ingen nu känd behandling för Polands syndrom, men sjukgymnastik kan hjälpa till viss del. Syndromet upptäcktes redan på 1840-talet av den brittiske läkaren Sir Alfred Poland.